# Джордж Кейс
Джордж Кейс (англ. George Keys, 12 грудня 1959) — новозеландський академічний веслувальник.
Бронзовий призер Олімпійських Ігор 1988 року в складі розпашної четвірки зі стерновим, учасник 1984 року.
Чемпіон світу 1982, 1983 років у складі вісімки.